# Saint-Mard (Aisne)
Saint-Mard is een gemeente in het Franse departement Aisne (regio Hauts-de-France) en telt 113 inwoners (1999). De plaats maakt deel uit van het arrondissement Soissons.
Na de gemeenteraadsverkiezingen van 1945, de eerste waarbij vrouwen kiesrecht hadden, werd Francine Pasquier burgemeester als een van de eersten van Frankrijk.

## Geografie
De oppervlakte van Saint-Mard bedraagt 4,6 km², de bevolkingsdichtheid is 24,6 inwoners per km².
De onderstaande kaart toont de ligging van Saint-Mard (Aisne) met de belangrijkste infrastructuur en aangrenzende gemeenten.

## Demografie
Onderstaande figuur toont het verloop van het inwonertal (bron: INSEE-tellingen).
Vanwege een beveiligingsprobleem met de MediaWiki Graph-software is het momenteel niet mogelijk deze grafiek weer te geven. Zodra de software is bijgewerkt zal de grafiek vanzelf weer zichtbaar worden.